# 福島学院前駅
福島学院前駅（ふくしまがくいんまええき）は、福島県福島市瀬上町にある阿武隈急行線の駅。キャッチフレーズは、「教育文化のまち」。

## 歴史
阿武隈急行線内では最も新しい駅である。

### 年表
- 2000年（平成12年）3月11日：開業[1]。

## 駅構造

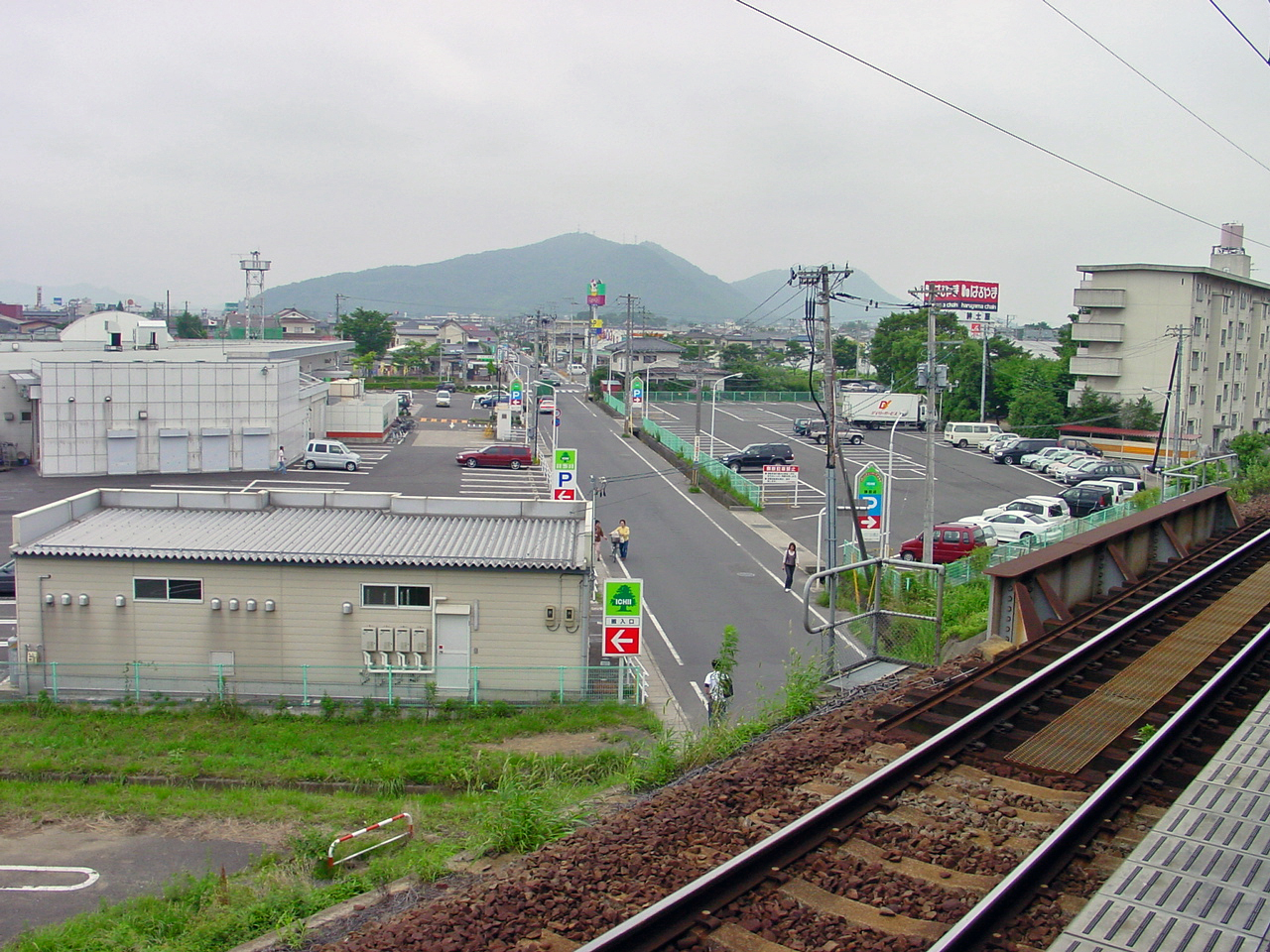
ホーム上からは福島市のシンボル的存在である信夫山がよく見える（2003年7月）

単式ホーム1面1線の地上駅である。市道の真上が駅となっており、ホームは高台に設置されている。

## 利用状況
- 阿武隈急行 - 2016年度の1日平均乗車人員は、326人である[2]。
- 近年の乗車人員は以下の通りである（いずれも1日平均）。

| 乗車人員推移 | 乗車人員推移     |
| 年度         | 一日平均乗車人員 |
| ------------ | ---------------- |
| 2000         | 189              |
| 2001         | 255              |
| 2002         | 271              |
| 2003         | 299              |
| 2004         | 342              |
| 2005         | 356              |
| 2006         | 340              |
| 2007         | 347              |
| 2008         | 326              |
| 2009         | 293              |
| 2010         | 310              |
| 2011         | 254              |
| 2012         | 329              |
| 2013         | 329              |
| 2014         | 326              |
| 2015         | 344              |
| 2016         | 326              |

## 駅周辺
駅名の通り、福島学院大学の宮代キャンパスが駅から100メートルほどの位置にあり、駅の周辺にはスーパーマーケットや飲食店などが建つ。駅の東側を国道4号が南北に通る。

### 駅北側
- 福島学院大学宮代キャンパス
  - 福島学院大学短期大学部
- 国道4号
- 福島県道353号国見福島線

### 駅南側
- いちい鎌田店
- リオン･ドール 鎌田店
- ドン・キホーテ 福島店
- 福島東郵便局
- 福島市消防本部飯坂消防署東出張所
- 国道4号
- 福島県道387号飯坂保原線
- 福島交通「福島学院前」停留所

## 隣の駅
阿武隈急行
■阿武隈急行線
卸町駅 - 福島学院前駅 - 瀬上駅